# 10 µm
O processo de 10 μm é o nível de tecnologia de processamento de semicondutor MOSFET que foi comercialmente atingiu cerca de 1971, por empresas de semicondutores principais tais como RCA e Intel.
Em 1960, o engenheiro egípcio Mohamed M. Atalla e o engenheiro coreano Dawon Kahng, enquanto trabalhavam na Bell Labs, demonstraram os primeiros transistores MOSFET com comprimentos de porta de 20 μm e, em seguida, 10 μm. Em 1969, a Intel lançou o chip 1101 MOS SRAM com um processo de 12 μm.